# Anadoras weddellii
Anadoras weddellii es una especie de pez de la familia Doradidae en el orden de los Siluriformes.

## Morfología
Los machos pueden llegar alcanzar los 15 cm de longitud total.

## Hábitat
Es un pez de agua dulce y de clima tropical.

## Distribución geográfica
Se encuentran en Sudamérica:  cuencas de los ríos  Mamoré,  Paraguay y  Pilcomayo ( Argentina ).